# What Am I Here for
What Am I Here for ist eine Jazz-Komposition in Songform, die Duke Ellington schrieb und 1942 veröffentlichte; einen Liedtext steuerte später Frankie Laine bei.
Die Ballade What Am I Here for (meist im mittleren Tempo gespielt) entstand Anfang der 1940er-Jahre in der Ära der Blanton-Webster-Band, gleichzeitig mit bekannten Ellington-Nummern wie Jack the Bear, Cotton Tail, Ko-Ko, Conga Brava und Concerto for Cootie; die Komposition hatte zunächst den Interimstitel Ethiopian Nation.
Die Anfang 1942 entstandene Plattenaufnahme mit dem Ellington-Orchester erschien 1944 auf RCA Victor als B-Seite der Gesangsnummer I Don't Mind (mit Ivie Anderson); Solisten waren Tricky Sam Nanton (Posaune), Johnny Hodges (Altsaxophon), Rex Stewart (Trompete), Ben Webster (Tenorsaxophon) und Ellington selbst am Piano. 1961 nahm Duke Ellington den Titel als Solist auf (Piano in the Background). Im Bereich des Jazz wurde der Titel mehrfach interpretiert; hervorhebenswert sind laut Jazzstandards.com vor allem die Versionen von Ben Webster, Rob McConnell, Jimmy Hamilton, Cat Anderson, Marian McPartland und Joe van Enkhuizen; Allmusic listet auch Fassungen von Paul Gonsalves, Earl Hines, Ralph Burns, Stéphane Grappelli, Oscar Peterson/Milt Jackson (Ain't But a Few of Us Left, 1981), Hank Jones (Arigato, 1976), Jimmy Rowles und Count Basie (April in Paris, 1957). Der Ellington-Mitarbeiter Frankie Laine schrieb in späteren Jahren einen Songtext; aufgenommen wurde die Gesangsfassung u. a. von Ella Fitzgerald (Ella at Duke's Place, 1965), Sarah Vaughan (The Duke Ellington Songbook, Vol. 2, 1979), Lambert, Hendricks & Ross (Sing Ellington, 1960), Nnenna Freelon, Lena Horne (Being Myself, 1998) und Johnny Mathis (In a Sentimental Mood: Mathis Sings Ellington, 1990).